# Ionisatie

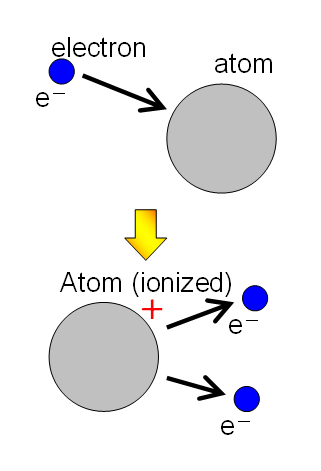
Ionisatie door een botsing tussen een elektron en een atoom

Ionisatie  is het proces waarbij een atoom of molecuul uit ongeladen toestand een elektron kwijtraakt of er een bijkrijgt, waardoor het verandert in een geladen deeltje, ook wel ion genoemd. Ionisatie is geen spontaan proces: er is energie voor nodig, die ionisatiepotentiaal wordt genoemd.
Een atoomkern of nucleus bevat neutronen en protonen. Neutronen zijn ongeladen, terwijl protonen een positieve elektrische lading hebben. Een atoomkern is dus positief geladen.
Een atoom in zijn geheel is echter elektrisch neutraal, dankzij negatief geladen elektronen die zich in een zogenaamde 'elektronenwolk' bevinden rond de positief geladen atoomkern. Deze elektronenwolk wordt ook wel als een verzameling orbitalen rond de atoomkern voorgesteld. De massa van een elektron is veel kleiner dan de massa van een proton of een neutron. Een ongeladen atoom bevat altijd evenveel protonen als elektronen; deze hoeveelheid is voor ieder element uit het periodiek systeem uniek en wordt uitgedrukt in het atoomnummer.
De ladingen van een elektron en een proton zijn in grootte precies gelijk aan elkaar en heffen elkaar op. Hierbij is de lading van één elektron precies −1 elementaire lading (−1,6022 · 10−19 coulomb) en die van een proton precies +1 (1,6022 · 10−19 C). Een atoom of molecuul dat een lading draagt ongelijk aan nul, wordt een ion genoemd. Men spreekt van een positief geladen ion of kation, als het deeltje een elektron verliest en een negatief geladen ion of anion als het een elektron wint.
Ionisatie vindt onder andere plaats bij 
- het oplossen van zoutzuur (HCl) in water. Zoutzuur is een covalente verbinding, maar door de aantrekkingskrachten van het polaire water zal zoutzuur ioniseren in H+ en Cl−
- radicalen in een vlam
- de kathode van een beeldbuis
- gasmoleculen in een fluorescentielamp
- een ionisator
- bepaalde printers
- gas in emissienevels (strömgrensfeer)
- gas in de ionosfeer
- door ioniserende straling bij radioactiviteit